# Landesinstitut für Statistik der Autonomen Provinz Bozen – Südtirol
Das Landesinstitut für Statistik der Autonomen Provinz Bozen – Südtirol (ASTAT) koordiniert die amtliche Statistik in der italienischen Provinz Südtirol. Das Akronym ASTAT steht für die umgangssprachliche Bezeichnung Amt für Statistik.  Das ASTAT wurde 1980 gegründet und ist
- Drehscheibe der amtlichen Statistik auf Landesebene
- Koordinator und Garant für die Tätigkeit des Landesstatistiksystems
- einziger Ansprechpartner der gesamtstaatlichen amtlichen Statistik (Nationalinstitut für Statistik ISTAT) auf Landesebene.

Die Daten des ASTAT stammen aus eigenen Erhebungen, Erhebungen des ISTAT oder aus externen Datenquellen.

## Tätigkeiten
Das ASTAT...
- sammelt Informationen
  - mittels eigener Erhebungen,
  - mittels Erhebungen, die für das ISTAT durchgeführt werden sowie
  - aus bestehenden externen Datenquellen (öffentliche Körperschaften und Private)
- definiert Fachbegriffe sowie die Grundmethodik für Klassifikationen und Verfahren von Datenerhebung und -bearbeitung
- überprüft und verarbeitet statistische Informationen
- verbreitet statistische Informationen
  - über die eigene Internetseite
  - mittels eigener periodischer Veröffentlichungen
- koordiniert und verbindet die statistischen Datenquellen auf Landesebene
- erstellt Modellrechnungen, Wirtschafts-, Haushalts- und Bevölkerungsprognosen sowie Input/Output-Tabellen.

Die Daten werden...
- monatlich, vierteljährlich, jährlich aktualisiert
- räumlich gegliedert (Provinz, Bezirke, Gemeinden, sub-kommunale Gebiete)
- über geeignete Indikatoren mit anderen Daten direkt vergleichbar gemacht, um ein objektives Bild von gesellschaftlichen und wirtschaftlichen Zusammenhängen zu vermitteln.[2]

## Rechtliches
Das ASTAT ist von den politischen Organen des Landes fachlich unabhängig und arbeitet laut Verhaltenskodex für Europäische Statistiken (Verordnung Nr. 223/2009).
Die Zuständigkeiten des Landes im Bereich Statistik und die Rolle des ASTAT als Träger der amtlichen Statistik sind mittels Durchführungsbestimmungen zum Autonomiestatut (Artikel 10 des Dekretes des Präsidenten der Republik Nr. 1017/1978) und mit Landesgesetz (Nr. 12/1996) geregelt.

## Organisation
Das Landesinstitut für Statistik – ASTAT besteht aus folgenden Bereichen:
- Zentralbereich
- Technologiebereich
- Bevölkerung
- Demoskopie
- Wirtschaft und Tourismus
- Unternehmen und Institutionen

Dem ASTAT steht fachlich das Ausrichtungs- und Koordinierungskomitee vor, welches die Aufgabe hat, die Zielsetzungen des Landesstatistiksystems zu konkretisieren.